# Roberto Alvarado
Roberto Alvarado est un footballeur mexicain né le 7 septembre 1998 à Irapuato dans l'État de Guanajuato. Il évolue au poste de milieu de terrain avec le club de CD Guadalajara.

## Biographie
En 2017, il participe aux quarts de finale puis aux demi-finales de la Ligue des champions de la CONCACAF avec le club de Pachuca. Il ne dispute en revanche pas la finale remportée par Pachuca face aux Tigres UANL.
Le 12 avril 2018, il est titulaire lors de la finale du Tournoi de Clôture de la Coupe du Mexique remportée par le Club Necaxa face au Deportivo Toluca, ce qui constitue son premier titre en club.
En 2018, il participe au Festival international espoirs - Tournoi Maurice Revello 2018. Il réalise un très beau tournoi aux côtés de Diego Lainez. La sélection mexicaine échoue en finale face à l'Angleterre de Tammy Abraham.
Le 14 novembre 2022, il est sélectionné par Gerardo Martino pour participer à la Coupe du monde 2022.

## Palmarès

### En club
- Vainqueur de la Coupe du Mexique en 2018 (Tournoi de Clôture) avec le Club Necaxa

### En sélection
- Mexique
  - Vainqueur de la Gold Cup en 2019 et 2023